# 세기 (물리)
물리학에서 세기 또는 강도(強度, 영어: intensity)는 에너지 전파 방향에 수직인 면의 단위 넓이에서 잴 수 있는 일률이다. 즉, 특정 시간동안 평균한 일의 선다발을 뜻한다. 세기라는 말은 독자적인 물리량이기 때문에 "힘의 세기"와 같이 다른 물리량과 같이 쓸 수 없다. "힘의 세기"라는 표현은 오히려 "힘의 크기"가 알맞고, 벡터의 크기를 말하지만, 보통 힘은 세다, 약하다로 쓰기 때문에 오해가 있을 수 있다. 다른 물리량과 같이 쓰지는 않지만, 세기는 파동에서 더 많이 쓰는데, 어떤 파동인지를 나타내기 위해서 세기 앞에 "빛" 혹은 "소리" 등과 같이 쓴다(빛의 세기, 소리의 세기). 세기를 재려면, 먼저 에너지 밀도 (단위부피의 에너지)를 에너지가 흐르는 속도와 곱한다. 그 결과 얻어지는 양의 단위는 단위 넓이의 일률 (예를 들어 W/m2)이다. 호스에서 나오는 물의 흐름의 세기를 구할 수도 있지만 흔히 빛이나 소리와 같은 파동에서 더 많이 쓴다.

## 같이 보기
- 전계 강도
- 음향 인텐시티
- 등급 (천문학)